# Thiepval
Thiepval là một xã ở tỉnh Somme, vùng Hauts-de-France, Pháp.

## Địa lý
Thiepval is located 4.5 miles (7 km) về phía bắc của Albert tại giao lộ của đường D73 và đường D151 và khoảng 20 dặm Anh (32 km) về phía đông bắc của Amiens.

## Dân số
| 1962                                                  | 1968 | 1975 | 1982 | 1990 | 1999 |
| ----------------------------------------------------- | ---- | ---- | ---- | ---- | ---- |
| 111                                                   | 111  | 93   | 105  | 116  | 98   |
| Số liệu dân số từ năm 1962, dân số không tính hai lần |      |      |      |      |      |